# Uitvlugt (Guyana)
Uitvlugt is een dorp in Guyana aan de oostelijke oever van de rivier Demerara. In 2012 telde het dorp 2.980 inwoners.

## Geschiedenis
Uitvlugt was oorspronkelijk een suikerrietplantage gesticht door de Nederlandse planter Ignatius Uitvlugt. 
Rond 1750 werd een destilleerderij gebouwd en werd rum geproduceerd. De destilleerderij heeft tot 1999 bestaan.
In 1818 was de plantage 500 akkers groot en in eigendom van Catharina Gaillard, wonende te Arnhem.
In 1871 werd een suikerfabriek gebouwd bij het dorp. Deze is in 1981 gefuseerd met de fabriek in Leonora.
Uitvlugt was vroeger verdeeld in een Afro- en Indo-Guyaanse wijk.
In de jaren 1950 en 1960 is het dorp uitgebreid met nieuwe woonwijken. Het dorp heeft een middelbare school, en 7 kerken.
Forteiland · Goed Fortuin · Leonora · Met-en-Meerzorg · Parika · Tuschen · Uitvlugt · Vreed en Hoop · Wakenaam · Windsor Forest · Zeeburg